# Дмитриев, Эдуард Дмитриевич
Эдуард Дмитриевич Дмитриев (27 июня 1937, Ровеньки, Сталинская область, УССР — 30 ноября 2017, Киев, Украина) — советский и украинский кинорежиссёр

, сценарист и кинооператор. Член Национального союза кинематографистов Украины.

## Биография
После окончания в 1971 году операторского факультета ВГИКа работал оператором на Иркутской и Крымской студиях телевидения.
С 1978 года — режиссёр киностудии «Укртелефильм». В 1979 году окончил Высшие режиссёрские курсы (мастерская Эмиля Лотяну).
Снял ряд художественных, телевизионных и документальных фильмов.

## Избранная фильмография
- «Батарея, огонь!» (1965),
- «Обычный рейс» (1965, сценарист, режиссёр, оператор),
- «Крымский заповедник» (документальный, 1966),
- «Юбилейная осень» (документальный, 1967),
- «Киммерия» (документальный, 1968),
- «Четыре интервью о розе» (1969),
- «Подруги» (1970),
- «Под крылом всегда море» (1971),
- «Предстоит народу»,
- «Белая дача» (документальный),
- «Гурзуф» (документальный),
- «Караби-Яйла» (документальный, 1972),
- «Лето в Ишуни» (1973),
- «Репортаж о молоке» (документальный), 1974),
- «Лесная рапсодия»,
- «Огненные годы Керчи» (1975),
- «Начало»,
- «Крылья» (1976),
- «Севастопольские куранты»,
- «Расскажу вам о Марии» (1977),
- «Среди скал»,
- «Забор с голубым глазом» (короткометражный, 1978),
- «Кто ходит по бревну» (короткометражный, 1979),
- «О Киеве с улыбкой» (1980),
- «Иван Франко» (1981),
- «Поклон красоте» (1982),
- «Компаньоны» (1983),
- «Мать» (1983),
- «Рассказ барабанщика» (1985),
- «Последняя электричка» (1986, короткометражный)
- «Командировка» / Відрядження (1988),
- «Красное вино победы» (1990),
- «Окно напротив (1991, в соавт. сценарий),
- «Ну ты и ведьма…» / Ну, ти й відьма… (1992, сценарий)

## Награды
- Диплом II Всесоюзного кинофестиваля в Киеве, 1965 (за фильм «Батарея, огонь!»)
- Диплом МКФ в Риге, 1965 (за сценарий, операторскую и режиссерскую работу в фильме «Обычный рейс»).
- Диплом зонального обзора в Тбилиси, 1966 (за документальный фильм «Крымский заповедник»)